# Saint-Laurent-de-Mure
Saint-Laurent-de-Mure es una comuna francesa situada en el departamento de Ródano, de la región de Auvernia-Ródano-Alpes.

## Geografía
Está situada a 18 km al este de Lyon, Saint-Laurent-de-Mure goza de la proximidad de todos los servicios de transporte nacional y internacional, el hotel del parque y una estancia agradable.

## Demografía
| 1 081 | 1 527 | 2 498 | 3 336 | 4 513 | 4 694 | 5 056 | 5 391 |
| Para los censos de 1962 a 1999 la población legal corresponde a la población sin duplicidades (Fuente: INSEE [Consultar]) |       |       |       |       |       |       |       |

## Historia
El castillo de Saint-Laurent fue anteriormente propiedad de la familia Jerphanion, barones del imperio.

## Heráldica

El escudo de la comuna.

|  | D'azur à la ville fortifiée de quatre tours d'argent, ouverte et maçonnée de sable, dominée par le clocher d'une église aussi d'argent accosté de deux étoiles d'or, au chef du même chargé d'un dauphin d'azur loré et barbé de gueules |